# Кантонська Вікіпедія
Кантонська Вікіпедія (кант. 粵文維基百科) — розділ Вікіпедії кантонською мовою. Створена 25 березня 2006 року. Кантонська Вікіпедія станом на 24 березня 2025 року містить 143 945 статей, 290 462 зареєстрованих користувачів, 886 активних дописувачів, 11 адміністраторів
. Загальна кількість сторінок у кантонській Вікіпедії — 324 849, редагувань — 2 246 177, завантажених файлів — 2935
. Глибина (рівень розвитку мовного розділу) кантонської Вікіпедії мала і становить 10.9 пунктів
. 
| Читачі кантонської Вікіпедії (серпень 2017) | Читачі кантонської Вікіпедії (серпень 2017) | Читачі кантонської Вікіпедії (серпень 2017) | Читачі кантонської Вікіпедії (серпень 2017) | Читачі кантонської Вікіпедії (серпень 2017) |
| ------------------------------------------- | ------------------------------------------- | ------------------------------------------- | ------------------------------------------- | ------------------------------------------- |
| Країна                                      |                                             |                                             | %переглядів                                 |                                             |
| Гонконг                                     | Гонконг                                     |                                             | 53.3%                                       | 53.3%                                       |
| США                                         | США                                         |                                             | 14.7%                                       | 14.7%                                       |
| Тайвань                                     | Тайвань                                     |                                             | 13.0%                                       | 13.0%                                       |
| Канада                                      | Канада                                      |                                             | 3.6%                                        | 3.6%                                        |
| Німеччина                                   | Німеччина                                   |                                             | 3.5%                                        | 3.5%                                        |
| КНР                                         | КНР                                         |                                             | 2.8%                                        | 2.8%                                        |
| Франція                                     | Франція                                     |                                             | 2.3%                                        | 2.3%                                        |
| Макао                                       | Макао                                       |                                             | 1.6%                                        | 1.6%                                        |
| Малайзія                                    | Малайзія                                    |                                             | 1.5%                                        | 1.5%                                        |
| Австралія                                   | Австралія                                   |                                             | 1.4%                                        | 1.4%                                        |
| Японія                                      | Японія                                      |                                             | 1.1%                                        | 1.1%                                        |
| Інші                                        | Інші                                        |                                             | 1.2%                                        | 1.2%                                        |

| \| Дописувачі кантонської Вікіпедії (січень 2014 — березень 2014) \| Дописувачі кантонської Вікіпедії (січень 2014 — березень 2014) \| Дописувачі кантонської Вікіпедії (січень 2014 — березень 2014) \| Дописувачі кантонської Вікіпедії (січень 2014 — березень 2014) \| Дописувачі кантонської Вікіпедії (січень 2014 — березень 2014) \| \| -------------------------------------------------------------- \| -------------------------------------------------------------- \| -------------------------------------------------------------- \| -------------------------------------------------------------- \| -------------------------------------------------------------- \| \| Країна \| \| \| %редагувань \| \| \| КНР \| КНР \| \| 53.6% \| 53.6% \| \| Гонконг \| Гонконг \| \| 35.5% \| 35.5% \| \| Тайвань \| Тайвань \| \| 4.8% \| 4.8% \| \| Інші \| Інші \| \| 6.1% \| 6.1% \| |         |  |             |       |
| Дописувачі кантонської Вікіпедії (січень 2014 — березень 2014) |         |  |             |       |
| Країна |         |  | %редагувань |       |
| КНР | КНР     |  | 53.6%       | 53.6% |
| Гонконг | Гонконг |  | 35.5%       | 35.5% |
| Тайвань | Тайвань |  | 4.8%        | 4.8%  |
| Інші | Інші    |  | 6.1%        | 6.1%  |